# Claudia Scherer

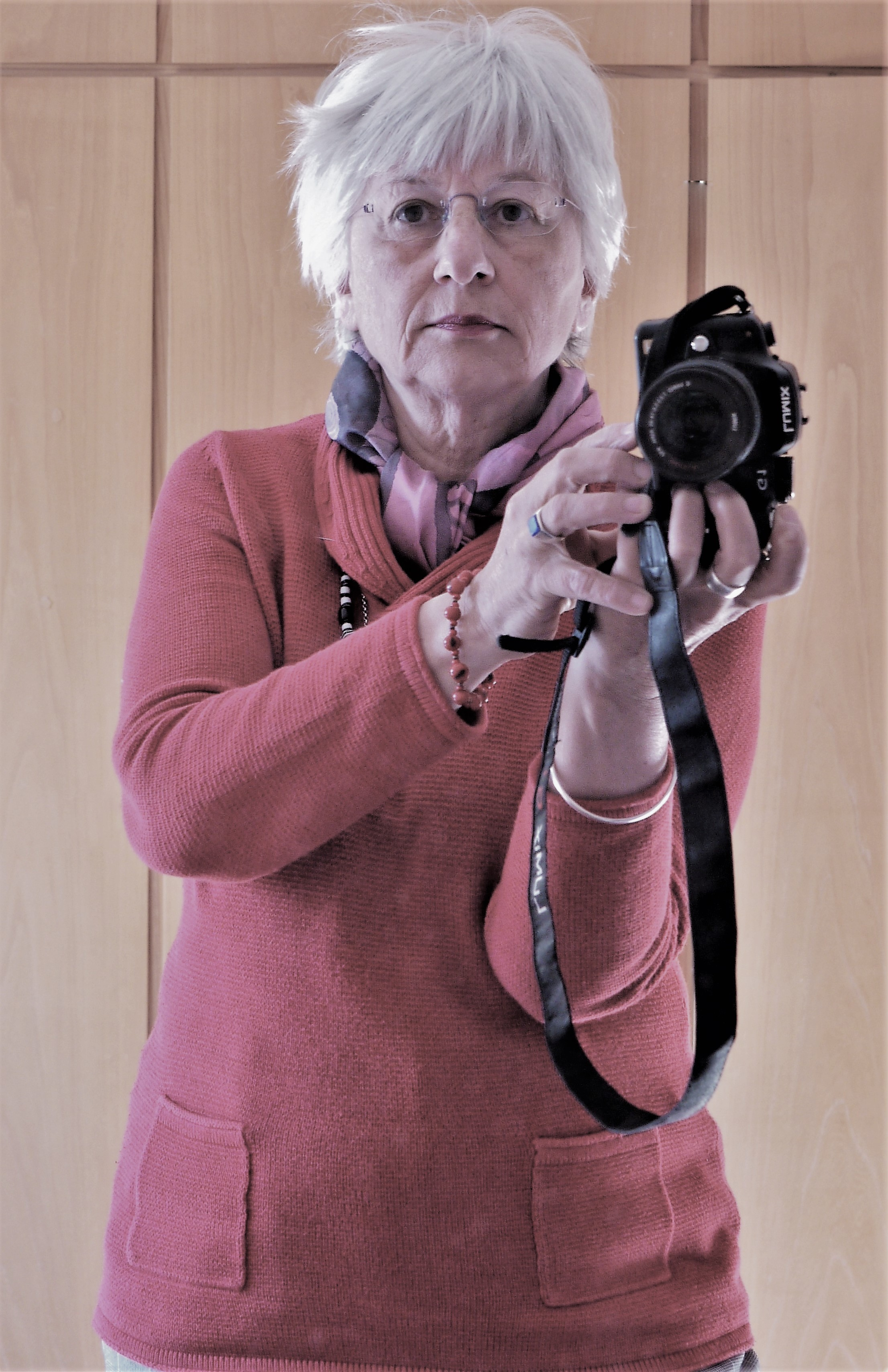
Claudia Scherer

Claudia Scherer (* 1954 in Wangen im Allgäu) ist eine deutsche Dichterin und Autorin, die sich in ihrem lyrischen Schaffen auch der Mundartdichtung widmet. Sie veröffentlichte Gedichte, Geschichten, Erzählungen, einen Roman und Rezensionen u. a. in der Berliner Tageszeitung taz, in den Zeitschriften Allmende und Nachtcafé sowie in  Anthologien.

## Werdegang
Scherer arbeitete als Buchhändlerin, studierte Deutsch und Kunsterziehung an der Pädagogischen Hochschule in Reutlingen als Stipendiatin der Hans-Böckler-Stiftung, war Fotoredakteurin der "taz."
Scherer lebt seit 1993 wieder in ihrer Geburtsstadt Wangen, wo sie bis 2015 als halb ehrenamtliche Mitarbeiterin der Städtischen Galerie tätig war. Sie ist Mitglied im Verband deutscher Schriftsteller (VS), im "Internationalen Dialekt-Institut", Innsbruck/Wien (IDI) und im Projekt "Mundart-in-der-Schule". Sie war von 2003 bis 2024 Mitglied im Schriftstellerverband VS und von 2005 bis 2015 Mitglied der "Meersburger Autorenrunde". Sie hat in loser Folge Ausstellungen von Fotografien, Collagen und Malerei in der Region.
In den Jahren 2007, 2011, 2019, 2021 und 2024 erhielt sie Stipendien des „Förderkreises SchriftstellerInnen in Baden-Württemberg“ in Baden-Württemberg und 2013 und 2015 Stipendien der Geschwister-Mohr-Stiftung.

## Preise
Im Jahre 2011 gewann Claudia Scherer den 3. Preis beim 9. Feldkircher Lyrikpreis.

## Werke
- seiteschteche. Drey-Verlag, Gutach 2002, ISBN 3-933765-12-9 (Mundartgedichte)
- vielliebchenspiel. Gedichte. Klöpfer & Meyer, Tübingen 2003, ISBN 3-421-05763-X
- streiobscht. Drey-Verlag, Gutach 2005 (Mundartgedichte)
- zuchtperle. Hecht, Hard 2006, ISBN 3-85298-137-9 (Erzählungen)
- Die Kürze. Eine Mitschrift. Hecht, Hard 2006, ISBN 978-3-85298-143-7 (Roman)
- zungenfüßler. Drey-Verlag, Gutach 2009, ISBN 978-3-933765-46-8 (Gedichte)
- Jeder Lidschlag. Die Fiktion der Erinnerung. Drey-Verlag, Gutach 2014, ISBN 978-3-933765-74-1 (Erzählungen)
- ungestüm. Gedichte in Hochdeutsch. Drey-Verlag, Gutach 2015, ISBN 978-3-933765-81-9 (Gedichte)
- Geheimnis der Normalität. Drey-Verlag, Gutach 2016, ISBN 978-3-933765-85-7 (Erzählprosa)
- Der Gruß – Erzählung im Kammerton, edition miolonga, 2018 ISBN 978-3-00-059509-7 (Erzählung)
- Heimat poetisches Wunder, Hg. Claudia Scherer, Das Eigene im Fremden und Das Fremde im Eigenen, edition miolonga, 2019, ISBN 978-3-00-062853-5
- Das Tor zum Nie, Erzählprosa, edition miolonga, 2020, ISBN 978-3-00-064208-1
- Familie Stern, Elsa Sohlers Herkunft, edition miolonga,  2021, ISBN 978-3-00-069801-9
- Paarpassion, edition miolonga, 2025, ISBN 978-3-00-074429-7

außerdem:
- Privatdrucke in künstlerischer Gestaltung sowie eine Mundart-CD
- Veröffentlichungen in Anthologien und Literaturzeitschriften
- Poesiealbum neu. Ausgaben 02/2012, 01/2013, 02/2013
- Begegnung mit Edel. Ein Portrait, Portrait der Musikerin und Keramikerin Edeltraud Roi, edition miolonga, 2021